# 1996 RQ20
1996 RQ20 est un objet transneptunien faisant partie des cubewanos.

## Caractéristiques
1996 RQ20 mesure environ 190 km de diamètre.